# Élections cantonales de 1992 dans la Vienne
Les élections cantonales ont eu lieu les 22 et 29 mars 1992.
Lors de ces élections, 19 des 38 cantons de la Vienne ont été renouvelés. Elles ont vu la reconduction de la majorité UDF dirigée par René Monory, président du Conseil général depuis 1977.

## Résultats à l’échelle du département
Répartition départementale des résultats (2e tour).
- PCF (6,22 %)
- PS (26,60 %)
- Majorité (9,61 %)
- RPR (6,72 %)
- UDF (26,19 %)
- DVD (24,65 %)

## Contexte départemental

### Assemblée départementale sortante
Avant les élections, le conseil général de la Vienne est présidé par René Monory (UDF). Il comprend 38 conseillers généraux issus des 38 cantons de la Vienne ; 19 d'entre eux sont renouvelables lors de ces élections.
| Parti                              | Sigle | Élus |
| ---------------------------------- | ----- | ---- |
| Majorité (25 sièges)               |       |      |
| Divers droite                      | DVD   | 8    |
| Union pour la démocratie française | UDF   | 12   |
| Rassemblement pour la République   | RPR   | 5    |
| Opposition (13 sièges)             |       |      |
| Parti socialiste                   | PS    | 6    |
| Parti communiste français          | PCF   | 6    |
| Divers gauche                      | DVG   | 1    |
| Président du conseil général       |       |      |
| René Monory (UDF)                  |       |      |

## Résultats à l'échelle du département
| Étiquette      | Étiquette                          | Premier tour | Premier tour | Second tour | Second tour | Sièges |
| Étiquette      | Étiquette                          | Voix         | %            | Voix        | %           | Sièges |
| -------------- | ---------------------------------- | ------------ | ------------ | ----------- | ----------- | ------ |
|                | Parti socialiste                   | 15 025       | 16,96        | 12 017      | 26,60       | 2      |
|                | Parti communiste français          | 8 287        | 9,35         | 2 809       | 6,22        | 0      |
|                | Majorité présidentielle            | 6 967        | 7,86         | 4 342       | 9,61        | 2      |
| Gauche         | Gauche                             | 30 279       | 34,17        | 19 168      | 42,44       | 4      |
|                |                                    |              |              |             |             |        |
|                | Union pour la démocratie française | 17 993       | 20,31        | 11 831      | 26,19       | 5      |
|                | Divers droite                      | 16 852       | 19,02        | 11 136      | 24,65       | 9      |
|                | Front national                     | 7 643        | 8,63         |             |             |        |
|                | Rassemblement pour la République   | 7 629        | 8,61         | 3 037       | 6,72        | 1      |
| Droite         | Droite                             | 50 117       | 56,57        | 26 004      | 57,56       | 15     |
|                |                                    |              |              |             |             |        |
|                | Les Verts                          | 8 216        | 9,27         |             |             |        |
|                |                                    |              |              |             |             |        |
| Inscrits       | Inscrits                           | 129 807      | 100,00       | 70 373      | 100,00      |        |
| Abstention     | Abstention                         | 35 699       | 27,50        | 22 437      | 31,88       |        |
| Votants        | Votants                            | 94 108       | 72,50        | 47 936      | 68,12       |        |
| Blancs et nuls | Blancs et nuls                     | 5 496        | 5,84         | 2 764       | 5,77        |        |
| Exprimés       | Exprimés                           | 88 612       | 94,16        | 45 172      | 94,23       |        |

### Résultats en nombre de sièges
| Parti | Sièges mis en jeu | Élus | Évolution |
| ----- | ----------------- | ---- | --------- |
| PCF   | 1                 | 0    | -1        |
| PS    | 4                 | 2    | -2        |
| DVG   | 1                 | 2    | +1        |
| UDF   | 7                 | 5    | -2        |
| DVD   | 5                 | 9    | +4        |
| RPR   | 1                 | 1    | =         |

### Assemblée départementale élue
| Parti                              | Sigle | Élus |
| ---------------------------------- | ----- | ---- |
| Majorité (27 sièges)               |       |      |
| Divers droite                      | DVD   | 11   |
| Union pour la démocratie française | UDF   | 10   |
| Rassemblement pour la République   | RPR   | 5    |
| Opposition (11 sièges)             |       |      |
| Parti socialiste                   | PS    | 5    |
| Parti communiste français          | PCF   | 5    |
| Divers gauche                      | DVG   | 1    |
| Président du conseil général       |       |      |
| René Monory (UDF)                  |       |      |

## Résultats par canton

### Canton de Charroux
| Candidats      | Candidats               | Étiquette      | Premier tour | Premier tour |
| Candidats      | Candidats               | Étiquette      | Voix         | %            |
| -------------- | ----------------------- | -------------- | ------------ | ------------ |
|                | Jean-Charles Chevalier* | UDF            | 1 559        | 59,05        |
|                | Jean-Charles Brothier   | PS             | 591          | 22,39        |
|                | Claude Dunoyer          | PCF            | 189          | 7,16         |
|                | Marie-Thérèse Propp     | FN             | 151          | 5,72         |
|                | Michel Debiais          | Verts          | 150          | 5,68         |
|                |                         |                |              |              |
| Inscrits       | Inscrits                | Inscrits       | 3 730        | 100,00       |
| Abstention     | Abstention              | Abstention     | 946          | 25,36        |
| Votants        | Votants                 | Votants        | 2 784        | 74,64        |
| Blancs et nuls | Blancs et nuls          | Blancs et nuls | 144          | 5,17         |
| Exprimés       | Exprimés                | Exprimés       | 2 640        | 94,83        |

*sortant

### Canton de Châtellerault-Ouest
| Candidats      | Candidats           | Étiquette      | Premier tour | Premier tour | Second tour | Second tour |
| Candidats      | Candidats           | Étiquette      | Voix         | %            | Voix        | %           |
| -------------- | ------------------- | -------------- | ------------ | ------------ | ----------- | ----------- |
|                | Édith Cresson*      | PS             | 2 527        | 38,76        | 3 211       | 51,39       |
|                | Philippe Rabit      | RPR            | 2 064        | 31,66        | 3 037       | 48,61       |
|                | Eric Audebert       | FN             | 748          | 11,47        |             |             |
|                | Jean-Claude Monaury | PCF            | 624          | 9,57         |             |             |
|                | Roland Bouet        | Verts          | 556          | 8,53         |             |             |
|                |                     |                |              |              |             |             |
| Inscrits       | Inscrits            | Inscrits       | 10 094       | 100,00       | 10 094      | 100,00      |
| Abstention     | Abstention          | Abstention     | 3 140        | 31,11        | 3 374       | 33,43       |
| Votants        | Votants             | Votants        | 6 954        | 68,89        | 6 720       | 66,57       |
| Blancs et nuls | Blancs et nuls      | Blancs et nuls | 435          | 6,26         | 472         | 7,02        |
| Exprimés       | Exprimés            | Exprimés       | 6 519        | 93,74        | 6 248       | 92,98       |

*sortant

### Canton de Châtellerault-Sud
| Candidats      | Candidats          | Étiquette      | Premier tour | Premier tour | Second tour | Second tour |
| Candidats      | Candidats          | Étiquette      | Voix         | %            | Voix        | %           |
| -------------- | ------------------ | -------------- | ------------ | ------------ | ----------- | ----------- |
|                | Ghislain Delaroche | UDF            | 1 919        | 29,40        | 3 135       | 52,74       |
|                | Robert Sauvion*    | PCF            | 1 553        | 23,79        | 2 809       | 47,26       |
|                | Claude Pasquay     | PS             | 1 321        | 20,24        | Retrait     | Retrait     |
|                | Jean-Marie Laraque | FN             | 953          | 14,60        |             |             |
|                | Catherine Barril   | Verts          | 706          | 10,82        |             |             |
|                | Joseph Gauci       | DVD            | 75           | 1,15         |             |             |
|                |                    |                |              |              |             |             |
| Inscrits       | Inscrits           | Inscrits       | 10 572       | 100,00       | 10 572      | 100,00      |
| Abstention     | Abstention         | Abstention     | 3 639        | 34,42        | 4 219       | 39,91       |
| Votants        | Votants            | Votants        | 6 933        | 65,58        | 6 353       | 60,09       |
| Blancs et nuls | Blancs et nuls     | Blancs et nuls | 406          | 5,86         | 409         | 6,44        |
| Exprimés       | Exprimés           | Exprimés       | 6 527        | 94,14        | 5 944       | 93,56       |

*sortant

### Canton de Chauvigny
| Candidats      | Candidats         | Étiquette      | Premier tour | Premier tour |
| Candidats      | Candidats         | Étiquette      | Voix         | %            |
| -------------- | ----------------- | -------------- | ------------ | ------------ |
|                | Alain Fouché*     | UDF            | 3 473        | 61,52        |
|                | Alain Lebeau      | PCF            | 875          | 15,50        |
|                | Fernand Bonnin    | PS             | 647          | 11,46        |
|                | Colette Brisson   | Majorité       | 384          | 6,80         |
|                | Christiane Sansot | FN             | 266          | 4,71         |
|                |                   |                |              |              |
| Inscrits       | Inscrits          | Inscrits       | 8 203        | 100,00       |
| Abstention     | Abstention        | Abstention     | 2 187        | 26,66        |
| Votants        | Votants           | Votants        | 6 016        | 73,34        |
| Blancs et nuls | Blancs et nuls    | Blancs et nuls | 371          | 6,17         |
| Exprimés       | Exprimés          | Exprimés       | 5 645        | 93,83        |

*sortant

### Canton de Civray
| Candidats      | Candidats            | Étiquette      | Premier tour | Premier tour | Second tour | Second tour |
| Candidats      | Candidats            | Étiquette      | Voix         | %            | Voix        | %           |
| -------------- | -------------------- | -------------- | ------------ | ------------ | ----------- | ----------- |
|                | Raoul Cartraud*      | PS             | 1 778        | 37,53        | 2 318       | 48,45       |
|                | Jean-Marie Gallot    | DVD            | 1 617        | 34,14        | 2 466       | 51,55       |
|                | Georges Stupar       | Verts          | 648          | 13,68        |             |             |
|                | Yves Bouron          | PCF            | 380          | 8,02         |             |             |
|                | Jean-Paul Laurendeau | FN             | 314          | 6,63         |             |             |
|                |                      |                |              |              |             |             |
| Inscrits       | Inscrits             | Inscrits       | 7 014        | 100,00       | 7 014       | 100,00      |
| Abstention     | Abstention           | Abstention     | 1 879        | 26,79        | 1 967       | 28,04       |
| Votants        | Votants              | Votants        | 5 135        | 73,21        | 5 047       | 71,96       |
| Blancs et nuls | Blancs et nuls       | Blancs et nuls | 398          | 7,75         | 263         | 5,21        |
| Exprimés       | Exprimés             | Exprimés       | 4 737        | 92,25        | 4 784       | 94,79       |

*sortant

### Canton de Couhé
| Candidats      | Candidats        | Étiquette      | Premier tour | Premier tour | Second tour | Second tour |
| Candidats      | Candidats        | Étiquette      | Voix         | %            | Voix        | %           |
| -------------- | ---------------- | -------------- | ------------ | ------------ | ----------- | ----------- |
|                | Guy Robert*      | UDF            | 1 680        | 41,23        | 1 775       | 44,90       |
|                | André Sénécheau  | DVD            | 1 388        | 34,06        | 2 178       | 55,10       |
|                | Laurent Luesma   | PS             | 331          | 8,12         |             |             |
|                | Jean de Bourleuf | FN             | 278          | 6,82         |             |             |
|                | Daniel Lhomond   | Verts          | 158          | 3,88         |             |             |
|                | Marcelle Riffaud | PCF            | 144          | 3,53         |             |             |
|                | Gérard Van Praët | Majorité       | 96           | 2,36         |             |             |
|                |                  |                |              |              |             |             |
| Inscrits       | Inscrits         | Inscrits       | 5 605        | 100,00       | 5 596       | 100,00      |
| Abstention     | Abstention       | Abstention     | 1 340        | 23,91        | 1 454       | 25,98       |
| Votants        | Votants          | Votants        | 4 265        | 76,09        | 4 142       | 74,02       |
| Blancs et nuls | Blancs et nuls   | Blancs et nuls | 190          | 4,45         | 189         | 4,56        |
| Exprimés       | Exprimés         | Exprimés       | 4 075        | 95,55        | 3 953       | 95,44       |

*sortant

### Canton de Loudun
| Candidats      | Candidats       | Étiquette      | Premier tour | Premier tour |
| Candidats      | Candidats       | Étiquette      | Voix         | %            |
| -------------- | --------------- | -------------- | ------------ | ------------ |
|                | René Monory*    | UDF            | 3 765        | 63,14        |
|                | Nadine Benichou | Verts          | 618          | 10,36        |
|                | Pierre Lantier  | PS             | 560          | 9,39         |
|                | Claude Turquois | PCF            | 517          | 8,67         |
|                | Jean Sansot     | FN             | 503          | 8,44         |
|                |                 |                |              |              |
| Inscrits       | Inscrits        | Inscrits       | 9 246        | 100,00       |
| Abstention     | Abstention      | Abstention     | 2 850        | 30,82        |
| Votants        | Votants         | Votants        | 6 396        | 69,18        |
| Blancs et nuls | Blancs et nuls  | Blancs et nuls | 433          | 6,77         |
| Exprimés       | Exprimés        | Exprimés       | 5 963        | 93,23        |

*sortant

### Canton de Lusignan
| Candidats      | Candidats            | Étiquette      | Premier tour | Premier tour | Second tour | Second tour |
| Candidats      | Candidats            | Étiquette      | Voix         | %            | Voix        | %           |
| -------------- | -------------------- | -------------- | ------------ | ------------ | ----------- | ----------- |
|                | Lionel Huguet*       | UDF            | 2 603        | 47,91        | 2 920       | 59,07       |
|                | Jean-Raymond Rochais | Majorité       | 1 106        | 20,36        | 2 023       | 40,93       |
|                | Micheline Levchin    | PS             | 548          | 10,09        |             |             |
|                | Pierre Cantot        | Verts          | 489          | 9,00         |             |             |
|                | Noël Pichon          | FN             | 425          | 7,82         |             |             |
|                | Patricia Flatreaud   | PCF            | 262          | 4,82         |             |             |
|                |                      |                |              |              |             |             |
| Inscrits       | Inscrits             | Inscrits       | 7 980        | 100,00       | 7 979       | 100,00      |
| Abstention     | Abstention           | Abstention     | 2 161        | 27,08        | 2 760       | 34,59       |
| Votants        | Votants              | Votants        | 5 819        | 72,92        | 5 219       | 65,41       |
| Blancs et nuls | Blancs et nuls       | Blancs et nuls | 386          | 6,63         | 276         | 5,29        |
| Exprimés       | Exprimés             | Exprimés       | 5 433        | 93,37        | 4 943       | 94,71       |

*sortant

### Canton de Lussac-les-Châteaux
| Candidats      | Candidats        | Étiquette      | Premier tour | Premier tour |
| Candidats      | Candidats        | Étiquette      | Voix         | %            |
| -------------- | ---------------- | -------------- | ------------ | ------------ |
|                | Michel Maupin*   | DVD            | 2 326        | 52,02        |
|                | Robert Bon       | PCF            | 1 282        | 28,67        |
|                | Guy Charrier     | Verts          | 573          | 12,82        |
|                | Gérard Dardillac | FN             | 290          | 6,49         |
|                |                  |                |              |              |
| Inscrits       | Inscrits         | Inscrits       | 6 344        | 100,00       |
| Abstention     | Abstention       | Abstention     | 1 618        | 25,50        |
| Votants        | Votants          | Votants        | 4 726        | 74,50        |
| Blancs et nuls | Blancs et nuls   | Blancs et nuls | 255          | 5,40         |
| Exprimés       | Exprimés         | Exprimés       | 4 471        | 94,60        |

*sortant

### Canton de Mirebeau
| Candidats      | Candidats          | Étiquette      | Premier tour | Premier tour | Second tour | Second tour |
| Candidats      | Candidats          | Étiquette      | Voix         | %            | Voix        | %           |
| -------------- | ------------------ | -------------- | ------------ | ------------ | ----------- | ----------- |
|                | Denis Brunet       | DVD            | 1 128        | 31,81        | 1 864       | 55,00       |
|                | Bernard Rousselle* | PS             | 945          | 26,65        | 1 525       | 45,00       |
|                | Robert Leduc       | RPR            | 548          | 15,45        | Retrait     | Retrait     |
|                | Daniel Veillon     | Majorité       | 481          | 13,56        | Retrait     | Retrait     |
|                | Georges La Planeta | FN             | 194          | 5,47         |             |             |
|                | Catherine Boutin   | Verts          | 149          | 4,20         |             |             |
|                | Annie Gaucher      | Majorité       | 101          | 2,85         |             |             |
|                |                    |                |              |              |             |             |
| Inscrits       | Inscrits           | Inscrits       | 4 795        | 100,00       | 4 795       | 100,00      |
| Abstention     | Abstention         | Abstention     | 1 120        | 23,36        | 1 222       | 25,48       |
| Votants        | Votants            | Votants        | 3 675        | 76,64        | 3 573       | 74,52       |
| Blancs et nuls | Blancs et nuls     | Blancs et nuls | 129          | 3,51         | 184         | 5,15        |
| Exprimés       | Exprimés           | Exprimés       | 3 546        | 96,49        | 3 389       | 94,85       |

*sortant

### Canton de Moncontour
| Candidats      | Candidats           | Étiquette      | Premier tour | Premier tour | Second tour | Second tour |
| Candidats      | Candidats           | Étiquette      | Voix         | %            | Voix        | %           |
| -------------- | ------------------- | -------------- | ------------ | ------------ | ----------- | ----------- |
|                | Martine Ducroz      | DVD            | 1 425        | 47,17        | 1 780       | 63,78       |
|                | Gildas Lucas        | Majorité       | 531          | 17,58        | 1 011       | 36,22       |
|                | Laurent Thiollet    | Majorité       | 299          | 9,90         |             |             |
|                | Serge Thibivilliers | FN             | 265          | 8,77         |             |             |
|                | Jacques Bertrand    | Majorité       | 240          | 7,94         |             |             |
|                | Jocelyn Quintana    | Verts          | 158          | 5,23         |             |             |
|                | Gaston Lamide       | PCF            | 103          | 3,41         |             |             |
|                |                     |                |              |              |             |             |
| Inscrits       | Inscrits            | Inscrits       | 4 133        | 100,00       | 4 132       | 100,00      |
| Abstention     | Abstention          | Abstention     | 933          | 22,57        | 1 168       | 28,27       |
| Votants        | Votants             | Votants        | 3 200        | 77,43        | 2 964       | 71,73       |
| Blancs et nuls | Blancs et nuls      | Blancs et nuls | 179          | 5,59         | 173         | 5,84        |
| Exprimés       | Exprimés            | Exprimés       | 3 021        | 94,41        | 2 791       | 94,16       |

### Canton de Neuville-de-Poitou
| Candidats      | Candidats        | Étiquette      | Premier tour | Premier tour | Second tour | Second tour |
| Candidats      | Candidats        | Étiquette      | Voix         | %            | Voix        | %           |
| -------------- | ---------------- | -------------- | ------------ | ------------ | ----------- | ----------- |
|                | Serge Chamoret*  | PS             | 2 343        | 35,78        | 3 152       | 52,32       |
|                | Michel Bouchet   | UDF            | 2 051        | 31,32        | 2 873       | 47,68       |
|                | Francis Poyant   | FN             | 939          | 14,34        |             |             |
|                | Ambroise Puaud   | Verts          | 765          | 11,68        |             |             |
|                | Jacques Defiolle | PCF            | 450          | 6,87         |             |             |
|                |                  |                |              |              |             |             |
| Inscrits       | Inscrits         | Inscrits       | 9 425        | 100,00       | 9 425       | 100,00      |
| Abstention     | Abstention       | Abstention     | 2 418        | 25,66        | 2 931       | 31,10       |
| Votants        | Votants          | Votants        | 7 007        | 74,34        | 6 494       | 68,90       |
| Blancs et nuls | Blancs et nuls   | Blancs et nuls | 459          | 6,55         | 469         | 7,22        |
| Exprimés       | Exprimés         | Exprimés       | 6 548        | 93,45        | 6 025       | 92,78       |

*sortant

### Canton de Pleumartin
| Candidats      | Candidats          | Étiquette      | Premier tour | Premier tour |
| Candidats      | Candidats          | Étiquette      | Voix         | %            |
| -------------- | ------------------ | -------------- | ------------ | ------------ |
|                | Emmanuel Chambord* | Majorité       | 1 960        | 53,83        |
|                | Claude Brochard    | RPR            | 811          | 22,27        |
|                | Dominique Brunet   | Verts          | 332          | 9,12         |
|                | Charles Garcelon   | FN             | 298          | 8,18         |
|                | Pierre Baraudon    | PCF            | 240          | 6,59         |
|                |                    |                |              |              |
| Inscrits       | Inscrits           | Inscrits       | 5 191        | 100,00       |
| Abstention     | Abstention         | Abstention     | 1 312        | 25,27        |
| Votants        | Votants            | Votants        | 3 879        | 74,73        |
| Blancs et nuls | Blancs et nuls     | Blancs et nuls | 238          | 6,14         |
| Exprimés       | Exprimés           | Exprimés       | 3 641        | 93,86        |

*sortant

### Canton de Poitiers-4
| Candidats      | Candidats            | Étiquette      | Premier tour | Premier tour |
| Candidats      | Candidats            | Étiquette      | Voix         | %            |
| -------------- | -------------------- | -------------- | ------------ | ------------ |
|                | André Coquema*       | DVD            | 3 338        | 50,62        |
|                | Jean-Claude Bonnefon | PS             | 1 362        | 20,66        |
|                | Eric Joyaux          | Verts          | 847          | 12,85        |
|                | Claude Rouquet       | FN             | 528          | 8,01         |
|                | Jean-Marie Privat    | PCF            | 519          | 7,87         |
|                |                      |                |              |              |
| Inscrits       | Inscrits             | Inscrits       | 9 991        | 100,00       |
| Abstention     | Abstention           | Abstention     | 3 135        | 31,38        |
| Votants        | Votants              | Votants        | 6 856        | 68,62        |
| Blancs et nuls | Blancs et nuls       | Blancs et nuls | 262          | 3,82         |
| Exprimés       | Exprimés             | Exprimés       | 6 594        | 96,18        |

*sortant

### Canton de Saint-Gervais-les-Trois-Clochers
| Candidats      | Candidats          | Étiquette      | Premier tour | Premier tour |
| Candidats      | Candidats          | Étiquette      | Voix         | %            |
| -------------- | ------------------ | -------------- | ------------ | ------------ |
|                | Jacques Boulas*    | DVD            | 1 385        | 53,17        |
|                | Mireille Guérineau | Majorité       | 701          | 26,91        |
|                | Jacques Goussot    | FN             | 242          | 9,29         |
|                | Brigitte Smonig    | Verts          | 165          | 6,33         |
|                | Gérard Levasseur   | PCF            | 112          | 4,30         |
|                |                    |                |              |              |
| Inscrits       | Inscrits           | Inscrits       | 3 625        | 100,00       |
| Abstention     | Abstention         | Abstention     | 895          | 24,69        |
| Votants        | Votants            | Votants        | 2 730        | 75,31        |
| Blancs et nuls | Blancs et nuls     | Blancs et nuls | 125          | 4,58         |
| Exprimés       | Exprimés           | Exprimés       | 2 605        | 95,42        |

*sortant

### Canton de Saint-Julien-l'Ars
| Candidats      | Candidats                    | Étiquette      | Premier tour | Premier tour | Second tour | Second tour |
| Candidats      | Candidats                    | Étiquette      | Voix         | %            | Voix        | %           |
| -------------- | ---------------------------- | -------------- | ------------ | ------------ | ----------- | ----------- |
|                | Gonzague Blandin de Chalain* | DVD            | 2 563        | 47,75        | 2 848       | 61,13       |
|                | Michel Burlot                | PS             | 1 301        | 24,24        | 1 811       | 38,87       |
|                | Jean-Luc Herpin              | Verts          | 720          | 13,42        |             |             |
|                | Alain Maulny                 | PCF            | 396          | 7,38         |             |             |
|                | Marie-Thérèse Wuiart         | FN             | 387          | 7,21         |             |             |
|                |                              |                |              |              |             |             |
| Inscrits       | Inscrits                     | Inscrits       | 7 619        | 100,00       | 7 618       | 100,00      |
| Abstention     | Abstention                   | Abstention     | 1 904        | 24,99        | 2 689       | 35,30       |
| Votants        | Votants                      | Votants        | 5 715        | 75,01        | 4 929       | 64,70       |
| Blancs et nuls | Blancs et nuls               | Blancs et nuls | 348          | 6,09         | 270         | 5,48        |
| Exprimés       | Exprimés                     | Exprimés       | 5 367        | 93,91        | 4 659       | 94,52       |

*sortant

### Canton de La Trimouille
| Candidats      | Candidats            | Étiquette      | Premier tour | Premier tour | Second tour | Second tour |
| Candidats      | Candidats            | Étiquette      | Voix         | %            | Voix        | %           |
| -------------- | -------------------- | -------------- | ------------ | ------------ | ----------- | ----------- |
|                | Hervé Vallet         | Majorité       | 1 068        | 46,21        | 1 308       | 53,69       |
|                | Jean-Pierre Gilbert* | UDF            | 943          | 40,80        | 1 128       | 46,31       |
|                | Daniel Cottard       | FN             | 124          | 5,37         |             |             |
|                | Gérard Gateau        | PCF            | 89           | 3,85         |             |             |
|                | Marc Tricot          | Verts          | 87           | 3,76         |             |             |
|                |                      |                |              |              |             |             |
| Inscrits       | Inscrits             | Inscrits       | 3 150        | 100,00       | 3 148       | 100,00      |
| Abstention     | Abstention           | Abstention     | 703          | 22,32        | 653         | 20,74       |
| Votants        | Votants              | Votants        | 2 447        | 77,68        | 2 495       | 79,26       |
| Blancs et nuls | Blancs et nuls       | Blancs et nuls | 136          | 5,56         | 59          | 2,36        |
| Exprimés       | Exprimés             | Exprimés       | 2 311        | 94,44        | 2 436       | 97,64       |

*sortant

### Canton des Trois-Moutiers
| Candidats      | Candidats             | Étiquette      | Premier tour | Premier tour |
| Candidats      | Candidats             | Étiquette      | Voix         | %            |
| -------------- | --------------------- | -------------- | ------------ | ------------ |
|                | Philippe Charpentier* | DVD            | 1 607        | 67,44        |
|                | Denis Benichou        | Verts          | 337          | 14,14        |
|                | Jacques Soulis        | FN             | 247          | 10,37        |
|                | Agnès Chevineau       | PCF            | 192          | 8,06         |
|                |                       |                |              |              |
| Inscrits       | Inscrits              | Inscrits       | 3 754        | 100,00       |
| Abstention     | Abstention            | Abstention     | 1 160        | 30,90        |
| Votants        | Votants               | Votants        | 2 594        | 69,10        |
| Blancs et nuls | Blancs et nuls        | Blancs et nuls | 211          | 8,13         |
| Exprimés       | Exprimés              | Exprimés       | 2 383        | 91,87        |

*sortant

### Canton de Vouillé
| Candidats      | Candidats         | Étiquette      | Premier tour | Premier tour |
| Candidats      | Candidats         | Étiquette      | Voix         | %            |
| -------------- | ----------------- | -------------- | ------------ | ------------ |
|                | Claude Bertaud*   | RPR            | 4 206        | 63,86        |
|                | Frédéric Bessat   | PS             | 771          | 11,71        |
|                | Antoine Chastenet | Verts          | 758          | 11,51        |
|                | Jackie Petrau     | FN             | 491          | 7,46         |
|                | Catherine Angyan  | PCF            | 360          | 5,47         |
|                |                   |                |              |              |
| Inscrits       | Inscrits          | Inscrits       | 9 336        | 100,00       |
| Abstention     | Abstention        | Abstention     | 2 359        | 25,27        |
| Votants        | Votants           | Votants        | 6 977        | 74,73        |
| Blancs et nuls | Blancs et nuls    | Blancs et nuls | 391          | 5,60         |
| Exprimés       | Exprimés          | Exprimés       | 6 586        | 94,40        |

*sortant